# 海津市立城山小学校
海津市立城山小学校 （かいづしりつ しろやましょうがっこう）は、岐阜県海津市南濃町にある公立小学校。

## 沿革
- 1873年（明治6年） - 
  - 石津郡西駒野村に鴻漸南校が開校。校区は西駒野村、羽根村、馬沢村、奥条村、駒野新田（一部）。
  - 石津郡徳田村[注釈 1]に鴻漸北校が開校。校区は徳田村、庭田村、釜段新田、駒野新田（一部）。
- 1875年（明治8年） - 
  - 鴻漸南校が移転し、習化学校に改称する。校区は駒野新田、小坪新田、高柳新田。
  - 鴻漸北校が鴻漸学校に改称する。
- 1876年（明治9年） - 習化学校が伊勢暴動の一揆隊に焼き払われ、廃校。
- 1878年（明治11年） - 習化学校が再興される。
- 1886年（明治19年） - 習化学校と鴻漸学校が合併し、習化簡易科小学校となる。
- 1889年（明治22年） - 習化尋常小学校に改称する。
- 1892年（明治25年） - 駒野尋常小学校に改称する。校区は西駒野村、徳田村、徳田新田、庭田村、奥条村、羽沢村。
- 1897年（明治30年）
  - 4月1日 - 郡制に基づき、下石津郡[注釈 2]、海西郡と安八郡の一部が合併し、海津郡になる。西駒野村、徳田村、徳田新田、庭田村、奥条村、羽沢村、山崎村、上野河戸村が合併し、城山村が発足。
  - 　7月 - 城山尋常小学校に改称する。
  - 　12月 - 山崎尋常小学校を統合する。山崎分教場を設置。
- 1899年（明治32年） - 現在地（駒野城址）に移転。城山尋常高等小学校に改称する。
- 1901年（明治34年） - 山崎分教場が山崎尋常小学校として独立する。
- 1915年（大正4年） - 農業補習学校を併設する。
- 1918年（大正7年） - 児童数増加による校舎不足のため、城山村役場の建物の一部を役場分教場とする。
- 1931年（昭和6年）7月 - 山崎尋常小学校を統合する。城山尋常高等小学校山崎分教場を設置。
- 1932年（昭和7年） - 役場分教場を廃止。
- 1941年（昭和16年） - 城山国民学校に改称する。
- 1947年（昭和22年） - 城山村立城山小学校に改称する。
- 1954年（昭和29年）
  - 3月 - 養老郡池辺村の池辺村立池辺小学校駒野新田分校が廃校となり、池辺村の一部（駒野新田・早瀬）の児童が転入する[注釈 3]
  - 6月1日 - 城山村が町制施行、城山町になる。同時に城山町立城山小学校に改称する。
  - 11月5日 - 海津郡城山町、石津村、および養老郡下多度村が合併し、南濃町が発足。同時に南濃町立城山小学校に改称する。
- 1964年（昭和39年）3月 - 山崎分校を廃止。
- 1968年（昭和43年）～1971年（昭和46年） - 校舎（鉄筋コンクリート造）が完成。
- 2003年（平成15年） - 現在の校舎、体育館が完成。
- 2005年（平成17年） - 城山小学校附属幼稚園が開園。
- 2005年（平成17年）3月28日 - 海津町、平田町、南濃町が合併して海津市が発足。同時に海津市立城山小学校に改称する。
- 2016年（平成28年） - 城山小学校附属幼稚園が閉園。

## 通学区域[1]
全て南濃町の地域。
- 往来のバスが老朽化の為、現在スクールバス2台で運用。
- 戸田
- 徳田
- 庭田
- 駒野
- 奥条
- 羽沢
- 上野河戸
- 山崎
- 駒野新田
- 早瀬
- 安江（山崎さくらヶ丘）

## 進学先中学校
- 城南中学校